# 格林斯堡 (印地安納州)
格林斯堡（英語：Greensburg）是一個位於美國印地安納州第開特縣的城市。根據2010年美國人口普查，該地人口為11,492人，而該地的面積約為24.12平方千米。同時該地也是第開特縣的縣治。

## 地理
格林斯堡的座標為39°20′25″N 85°29′01″W / 39.34028°N 85.48361°W，而該地的平均海拔高度為292米（即958英尺）。